# Диатез
Диате́з (греч. διάθεσις, предрасположение) — наследственная предрасположенность человеческого организма к возникновению определённых патологических реакций или заболеваний, проявляющихся, как правило, в детском возрасте. Это могут быть аллергические реакции, респираторные инфекции, нарушение кислотно-основного обмена, судорожный синдром и др.
Диатезы ни в коем случае не должны расцениваться как болезнь. Правильнее трактовать диатезы как аномалии конституции (нарушения физиологической адаптации), сопровождающиеся неадекватным ответом организма на обычные воздействия (раздражители) окружающей среды.
Более частое возникновение некоторых заболеваний при диатезе наблюдается лишь при неблагоприятном стечении многих факторов — нерациональном режиме дня ребёнка, погрешностях в питании (особенно при перекармливании), неправильном уходе, частых инфекционных заболеваниях.

## Классификация
Выделяют следующие виды диатезов:
- экссудативно-катаральный (аллергический)
- лимфатико-гипопластический
- нервно-артритический

### Экссудативно-катаральный диатез
Наиболее часто встречающийся вид диатеза, сопровождающийся различными аллергическими реакциями (прежде всего, в виде аллергического дерматита) и сниженной резистентностью (устойчивостью) к инфекциям. Обычно выявляется в возрасте 3-6 месяцев, держится на протяжении 1-2 лет. У большинства детей в дальнейшем исчезает.
Полиморфные кожные высыпания включают «гнейс» (шелушение и себорейные чешуйки на волосистой части головы), опрелости крупных складок, красноту, шелушение и некоторое уплотнение кожи щек («молочный струп»), появление зудящих узелков («строфулюс»).
Повышенная ранимость слизистых находит отражение в частом возникновении заболеваний полости рта (гингивиты, глосситы, в том числе «географический язык»), глаза (блефариты и конъюнктивиты) и верхних дыхательных путей (ринофарингиты, синуситы, ларингиты, бронхиты с астмоидным компонентом).
Часто наблюдается большая масса тела при рождении и не соответствующий возрасту избыточный вес, снижение тургора тканей (пастозность).
Может наблюдаться детская экзема.

#### Меры по лечению и профилактике
Не допускать перекармливания ребёнка (переедания).
Одним из основных факторов развития аллергического дерматита является скопление пота на кожных покровах, поэтому необходимо соблюдать чистоту и сухость кожи, не допускать развития опрелостей. Провоцированием усиленного потоотделения у ребёнка является перегретый и сухой воздух в помещении, поэтому необходимо поддерживать оптимальную температуру около 20 °C и влажность воздуха 50—70 %.
Предотвращать контакт кожи (особенно потной) с выявленными аллергенами в виде определённых моющих средств (мыла, шампуня, стирального порошка) и тканей. Аллергенность ткани может быть связана с красителями ткани и качеством её обработки (стирки и глажки), то есть с механическими свойствами ткани. Аллергеном также может быть хлорированная вода. Если не удаётся избежать контакта с такой водой, то рекомендуется, конечным этапом мытья, ополаскивать кожу ребёнка в отстоянной или кипячёной, освобождённой от хлора воде.

### Лимфатико-гипопластический диатез (спазмотический)
Наследственно обусловленная недостаточность вилочковой железы, характеризуется стойким увеличением лимфатических узлов, дисфункцией надпочечников, склонностью к аллергии и инфекционным заболеваниям.
При рождении обращает внимание крупновесность и непропорциональное телосложение. С возрастом дети становятся малоподвижными, типичен поздний речевой старт, очень характерны нарушения циркуляции крови и проницаемости сосудов, жировая ткань склонна к избытку и распределению по «женскому типу» — на бёдрах, животе.
Наблюдаются увеличенные множественные лимфатические узлы, гиперплазированные миндалины и аденоиды.
Дети часто болеют ОРЗ с затяжным течением и с гиперсекреторным компонентом (просторечные «сопли»).
Может наблюдаться инфекционный токсикоз (рвота, лихорадка, судороги, электролитный дисбаланс).
На рентгеновских снимках всегда определяется та или иная степень увеличения вилочковой железы — тимомегалия.

### Нервно-артритический диатез
Нарушение обмена веществ, преимущественно генетически обусловленное, связанное с повышенной возбудимостью нервной системы.
У детей грудного и раннего возраста диагностика этой аномалии конституции крайне затруднена. Развёрнутая клиническая картина нередко формируется лишь к школьному возрасту и проявляется разнообразными кожными (наблюдаются редко), суставными (боли в коленях, спине) и нервными (энурез, ночные страхи, анорексия, эмоциональная лабильность, заикание, циклически возникающие рвоты) проявлениями. От рвотных масс пахнет ацетоном.
С большой уверенностью можно предположить, что нервно-артритический диатез является лишь собирательным понятием, и в его группу попадают самые разные недиагностированные, возможно «мягкие» наследственные дефекты обмена веществ.

## Профилактика
Рациональное питание беременной и кормящей матери, особенно при наличии у неё склонности к аллергии (разнообразное питание с исключением яиц, сахара, шоколада, меда, конфет, орехов, колбас, рыбных консервов). Правильное вскармливание ребёнка в соответствии с возрастом.
Соблюдение режима дня ребёнка, прогулки, закаливание, массаж и гимнастика.